# Dahuangbao
Dahuangbao är en köping i Kina. Den ligger i storstadsområdet Tianjin, i den norra delen av landet, omkring 37 kilometer norr om stadens centrum. 